# Beyond Twilight
Beyond Twilight — музыкальный коллектив из Дании, исполняющий прогрессивный метал. Группа впервые образовалась в 1990 году под названием Twilight и просуществовала под этим именем девять лет, выпустив два студийных альбома. В 2006 году Beyond Twilight записали свой четвёртый альбом.

## Состав
- Якоб Хансен (Jacob Hansen) — вокал, ритм-гитара
- Андерс Краг (Anders Ericson Kragh) — ритм-, лидер– и акустическая гитары
- Томас Фреден (Tomas Fredén) — ударные
- Андерс Девиллиан Линдгрен (Anders Devillian Lindgren) — бас-гитара
- Финн Цирлер (Finn Zierler) — клавишные

### Бывшие участники
- Kelly Sundown Carpenter − вокал (2004—2005)
- Йорн Ланде − вокал (до 2004)
- Бьёрн Янсон (Björn Jansson) − вокал

## Дискография
- 2001 — The Devil's Hall of Fame
- 2005 — Section X
- 2006 — For the Love of Art and the Making

### Под именем Twilight
- 1994 — Eye for an Eye
- 1999 — The Edge